# Quévreville-la-Poterie
Quévreville-la-Poterie ist eine französische Gemeinde mit 1.036 Einwohnern (Stand: 1. Januar 2022) im Département Seine-Maritime in der Region Normandie. Die Gemeinde befindet sich im Arrondissement Rouen, ist Teil des Kantons Darnétal (bis 2015: Kanton Boos). 

## Geographie
Quévreville-la-Poterie liegt etwa elf Kilometer südsüdöstlich von Rouen. Umgeben wird Quévreville-la-Poterie von den Nachbargemeinden Boos im Norden und Osten, Pitres im Osten und Süden, Le Manoir im Süden, Alizay im Südwesten, Ymare im Westen sowie Saint-Aubin-Celloville im Nordwesten.

## Bevölkerungsentwicklung
| Bevölkerungsentwicklung | Bevölkerungsentwicklung | Bevölkerungsentwicklung | Bevölkerungsentwicklung | Bevölkerungsentwicklung | Bevölkerungsentwicklung | Bevölkerungsentwicklung | Bevölkerungsentwicklung | Bevölkerungsentwicklung |
| ----------------------- | ----------------------- | ----------------------- | ----------------------- | ----------------------- | ----------------------- | ----------------------- | ----------------------- | ----------------------- |
| Jahr                    | 1962                    | 1968                    | 1975                    | 1982                    | 1990                    | 1999                    | 2006                    | 2013                    |
| Einwohner               | 203                     | 205                     | 573                     | 816                     | 1044                    | 987                     | 935                     | 952                     |

## Sehenswürdigkeiten
- Kirche Notre-Dame aus dem 11. Jahrhundert
- Herrenhaus